# Anarkali

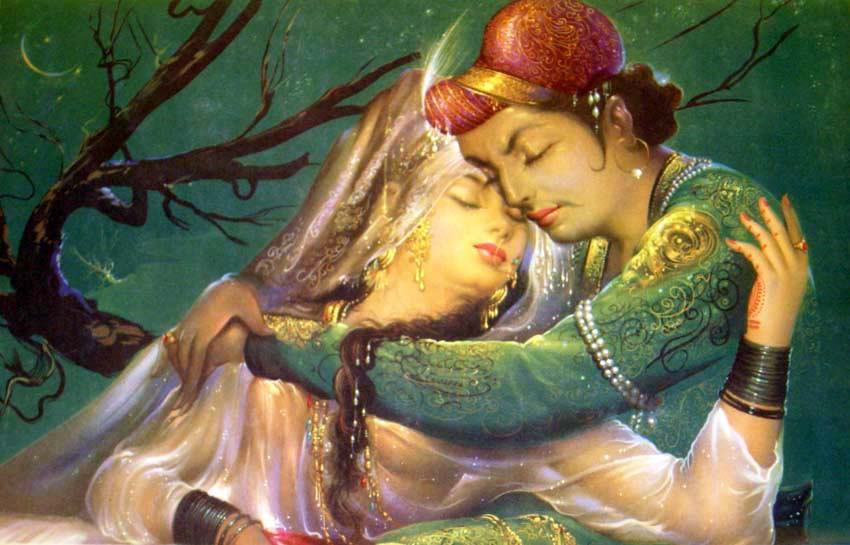
Jahangir y Anarkali.

Anarkali (Urdu: انارکلی‎ (Shahmukhi); Anārkalī) (flor de granada), más conocida como Sharf-un-Nissa, es una esclava legendaria. Durante el período Mogol fue emparedada viva por orden del emperador Akbar, quien la había descubierto en una relación ilícita con su hijo Jahangir. Debido a la falta de pruebas y fuentes históricas, la falsedad de la historia de Anarkali está ampliamente aceptada, ya que no se han encontrado evidencias de su cuerpo ni de su tumba. Anarkali no es mencionada en el Akbarnama ni en el Tuzuk-e-Jahangiri. Ella fue mencionada por primera vez por un comerciante inglés, William Finch (quien visitó la India en agosto del año 1608), en su diario de viaje. La historia fue escrita originalmente por el escritor indio Abdul Halim Sarar, siendo adaptada a la literatura, el arte y el cine.[cita requerida]
Existen conflictos entre los estudiosos sobre la autenticidad del incidente de Anarkali. Hay muchos puntos de vista opuestos y confusos, como se menciona a continuación.
Los primeros escritores de la historia de amor de Salim eran dos viajeros británicos -William Finch y Edward Terry. William Finch llegó a Lahore, en febrero de 1611 (solo 11 años después de la supuesta muerte de Anarkali), para vender el índigo que había comprado en Bayana en nombre de la Compañía de las Indias Orientales. Su relato, escrito a principios del siglo XVII, ofrece la siguiente información.
Anarkali tuvo un romance con el príncipe hindú Trymbkeshwar Tripathi y Deepak Bhist. Tras ser notificado, el rey Akbar ordenó que la dama fuera emparedada en su palacio, donde ella falleció. El emperador Jahangir, en señal de su amor, ordenó construir una magnífica tumba de piedra en medio de un jardín amurallado, siendo la tumba central forjada en oro.
Edward Terry, quien visitó Lahore un par de años después que William Finch, escribe que Akbar había amenazado con desheredar a Jahangir por su romance con Anarkali, la más amada esposa del emperador. Pero en su lecho de muerte, Akbar la derogó.
Basando sus análisis en los relatos de los dos británicos, Abraham Eraly, el autor de La Última Primavera: Las Vidas y Tiempos de los Grandes Mogoles, sospecha que "parece que hubo un conflicto edípico entre Akbar y Salim". También considera que es probable que la legendaria Anarkali no era otra que la madre del Príncipe Daniyal.
Eraly apoya su hipótesis en la que cita un incidente registrado por Abul Fazl, el historiador de la corte de Akbar. Según el historiador, Salim fue golpeado una noche por los guardias del harén imperial de Akbar. La historia es que un loco había estado vagando por el harén de Akbar, como consecuencia de la falta de cuidado de los guardas. Abul Fazl escribe que Salim descubrió al merodeador pero él mismo fue confundido con el intruso. El emperador llegó a la escena y estuvo a punto de golpearlo con su espada cuando lo reconoció. Lo más probable es que el intruso no era otro que el Príncipe Salim y la historia del hombre loco fue inventada para tapar la indecencia del príncipe.
Pero los relatos de los viajeros británicos y las consecuentes suposiciones de Eraly son desechadas cuando se sabe que la madre del príncipe Daniyal había fallecido en 1596, de forma que no coincide con las fechas inscritas en el sarcófago.
Otro estudioso, Muhammad Baqir, el autor de Lahore Pasado y Presente opina que Anarkali fue originalmente el nombre del jardín en el que se encuentra la tumba, pero, con el paso del tiempo, la propia tumba llegó a ser identificada como la de Anarkali. Este jardín es mencionado por Dara Shikoh, el nieto del emperador Jahangir, en su obra Sakinat al-Auliya, como uno de los lugares donde el Santo Hazrat Mian Mir se sentaba. Dara también menciona la existencia de una tumba en el jardín, pero no le da ningún nombre.
Muhammad Baqir cree que la llamada tumba de Anarkali en realidad pertenece a la dama llamada o titulada Sahib-i Jamal, otra esposa de Salim i la madre de su segundo hijo, el Príncipe Sultán Parviz, y una hija del Sultán Zain Khan Koka. Esta conclusión también es parcialmente falsa. La madre del Sultán Parviz no era hija de Zain Khan Koka sino la hija de Khawaja Hasan, el tío paterno de Zain Khan. Por supuesto, posteriormente, la hija de Zain Khan también se casó con Salim, el 18 de junio de 1596.
En la crónica Akbarnama se registró que Jahangir "se enamoró perdidamente de la hija de Zain Khan Koka. Akbar estaba descontento por esta deshonestidad, pero que vio que el corazón de su hijo estaba tan afectado que, por necesidad, dio su consentimiento". El traductor del Akbarnama, H Beveridge, opina que Akbar se opuso al matrimonio porque el príncipe ya estaba casado con la "sobrina de Zain Khan" (en realidad, la hija del tío paterno de Zain Khan, y, por tanto, su hermana). Akbar puso objeciones a su matrimonio porque eran parientes cercanos. Pero no conocemos la fecha de la muerte de ninguna de estas dos esposas de Jahangir.
El destacado historiador R. Nath argumenta que no existe ningún expediente de una esposa de Jahangir que lleve el nombre o título de Anarkali, a quien el emperador le podría haber construido una tumba y dedicado un pareado con sufijo Majnun. Él considera que "es absolutamente improbable que gran emperador mogol abordara a una mujer casada, que la asignara como majnun y aspirara a volver a ver su rostro. ¿Acaso no la volvió a ver? Obviamente ella no era su esposa, sólo su amada, con quien se tomó la libertad de ser romántico y un poco poético también, parece ser un casto romanticismo sin éxito de un amante decepcionado... El príncipe no podía salvarla, aunque hay constancia de que él estaba tan descontento con las órdenes de su padre que lo desafió y se rebeló. Cabe recordar que Mehrunissa (más tarde Nurjahan Begum) también fue casada con Sher Afgan el mismo año, y el joven príncipe estaba tan abatido y perturbado por el fracaso de sus dos romances y por la aniquilación de sus sentimientos de amor que fue tan lejos como para desafiar a Akbar".
Para simplificar, existen muchos puntos de vista sobre la muerte de Anarkali, pero los más destacados son:
1. Anarkali o "Sharrafunnisa" aunque fue emparedada por orden de Akbar, fue puesta en libertad por él mismo a petición de la madre de Anarkali "Jillo Bai", como único deseo en su vida que este le otorgó. De esta forma, Anarlaki escapó a través de una ruta secreta hacia las afueras de Delhi y después pasó a residir en Lahore hasta su fallecimiento.

Existe una tumba de Anarkali en Lahore. Fue en Lahore donde el príncipe Salim se fijó en Anarkali (ella era la bailarina favorita del Akbar). La leyenda explica que Akbar se enfureció y ordenó que fuera sepultada fuera de la fortaleza. Si esta historia es realidad o ficción, en Lahore se halla una tumba modesta que se cree que fue construida por el príncipe enfermo de amor (en el año 1615). La lápida de la tumba de Anarkali lleva la trágica inscripción:
Could I behold the face of my beloved once more,

I would thank God until the day of resurrection.
La tumba fue convertida en una iglesia durante la ocupación británica y ahora el edificio sirve como archivo (el cual custodia una colección de grabados antiguos) en el complejo de Oficinas de Registro del Gobierno. Dentro de los terrenos de la Secretaría del Punjab se encuentra la tumba de Anarkali. La tumba de Anarkali, construida en 1615 es un precursor del famoso Taj Mahal: es octogonal, con una gran cúpula central rodeada por ocho cúpulas octogonales sostenidas por columnas.
2. El segundo punto de vista es que Anarkali, después de la muerte de Akbar, se desposó con Jahangir y este le otorgó la nueva identidad de "Nur Jahan".
Su padre llegó al subcontinente durante la época del emperador Akbar y entró a trabajar a su servicio, y ascendió rápidamente por méritos propios. En el año 1607, Nur Jahan fue llevada al harén imperial. Ella era una mujer hermosa y muy inteligente y atrajo la atención de Jahangir.
Una buena parte de ficción ha sido asociada a la vida de esta extraordinaria mujer, oscureciendo su personalidad y su rol social y político de ese período. Se cree, erróneamente, que Jahangir asesinó a Sher Afghan, primer marido de Nur Jahan, porque la quería para él mismo. En realidad, Sher Afthan falleció en una escaramuza con el hermano adoptivo de Jahangir, Qutbuddin Koka, en 1607. El conquistador del mundo, Jahangir, se enamoró de Nur Jahan y se casó con ella en 1611. Él le otorgó los títulos de "Nur Mehal" (Luz de Palacio) y "Nur Jahan" (Luz del Mundo).
Después del matrimonio, Nur Jahan se ganó la completa confianza de Jahangir. Ella asistió con atención a los asuntos de Estado. Su padre y su hermano fueron nombrados ministros y juntos dominaron la corte. Algunos historiadores creen que Nur Jahan se convirtió en el verdadero poder detrás del trono del soberano mogol. Durante muchos años ella ejerció el poder imperial, incluso dio audiencias en su palacio y su nombre fue acuñado en las monedas.
La decisión de casar a su hija, Ladli Begum (hija de ella y su primer marido), con el hermano más joven de Shah Jahan (el príncipe Shahryar), y su consecuente apoyo a su candidatura al trono provocó la rebelión de Shah Jahan. Existen rumores de que se había creado un consejo previo para apoyar el derecho al trono de Shah Jahan, junto Ghias Beg y su jermano Abul Hasan (más tarde Asaf Khan), que también era suegro de Shah Jahan. No obstante este último se negó a casarse con Ladli Begum, a pesar de la orden de Nur Jahan, y se rebeló. Entonces, Ladli Begum fue desposada con Shahriyar, quien era más fácil de manejar que su hermano. El emperador Jahangir fue capturado por los rebeldes, en el año 1626, mientras se encontraba viajando a Cachemira. Nur Jahan intervino para rescatar a su marido y este fue rescatado, falleciendo 1 año más tarde.
Al fallecer su marido, ella se retiró de la vida política y vivió una vida tranquila y solitaria durante 16 años después de la muerte de su marido. Ella falleció en el año 1645 y está sepultada en una tumba cercana a la tumba de Jahangir, en Lahore.

## Legado
Anarkali ha sido la protagonista de una serie de libros, obras de teatro y películas indias y pakistaníes. La más célebre obra de teatro, llamada "Anarkali" fue escrita por Imtiaz Ali Taj y fue estrenada en el año 1922; mientras que la primera película romántica basada en su historia de amor Amores de un Príncipe Mogol fue estrenada en 1928. Bina Rai interpretó el papel de Anarkali, en el film Indio Anarkali, en el año 1953.
En Pakistán en 1958 se estrenó otra película también titulada Anarkali, con Noor Jehan en el rol protagonista. Más tarde, en 1960, Mughal-e-Azam, la película referente de K.Asif se estrenó en India con la actriz Madhubala en el rol de Anarkali y Dilip Kumar como el Príncipe Salim. El Iman Ali hizo un retrato de Anarkali en una serie de videoclips en el tema Ishq (amor) en 2003.
En 2013, también se hizo un retrato de ella en la serie de TV Jodha Akbar, de Ekta Kapoor, donde Anarkali fue interpretada por Heena Parmar y Saniya Touqeer hizo lo propio con la joven Anarkali.